# Pedro Morais
Pedro Morais (Lisboa, 21 de outubro de 1944 — Lisboa, 6 de julho de 2018) foi um professor e artista plástico português.

## Biografia e obra
Nasceu em Lisboa, onde frequentou o curso de pintura da ESBAL. Partiu para Paris em 1965, onde frequentou a École des Beaux Arts, residindo nessa cidade até 1977. Nesse ano regressa a Lisboa, ocupando o lugar de professor na Escola António Arroio, onde teve uma ação marcante (foi professor, entre tantos outros, de Francisco Tropa, Marta Soares, Edgar Massul, Rui Calçada Bastos ou André Maranha);  foi responsável pela experiência pedagógica Atelier Livre AT.RE., de 1979 a 1994, e pela Galeria Lino António desde 1984. Segundo Francisco Tropa, "Com uma sabedoria enorme, o Pedro fez do Atelier um espaço de liberdade em que nós aprendíamos sem dar por isso. […] Acho que posso falar por todos [os seus alunos] e dizer que haverá sempre qualquer coisa dele em nós e no que fazemos. Qualquer coisa que é difícil de explicar mas que está lá".
Entre 1975 e 1976, anulou toda a sua produção artística e dados biográficos anteriores (1964-1976), nas realizações Lettre ou fenetre a sept amis, Ao revoir Pedro Morais e outros projetos e textos (Paris, 1975) e Tu est…, Duplo Triângulo – desenho, pintura e objetos (Paris, 1976).
A partir do início dos anos de 1980, Pedro Morais participa em várias exposições coletivas e individuais, expondo seu trabalho na Sociedade Nacional de Belas Artes, na Escola António Arroio, no Museu Nacional de Arte Antiga, na Fundação Calouste Gulbenkian, em Serralves, no espaço Sismógrafo ou no Chiado 8. Segundo João Fernandes, na obra de Pedro Morais "a escultura, a pintura, o desenho e o som cruzam-se para criar obras de grande rigor que colocam o observador perante situações que é chamado a experimentar através de um objeto ou uma arquitetura".
Artista e professor, Pedro Morais foi "um dos nomes mais secretos e influentes da arte portuguesa actual, num percurso feito à margem de galerias, onde se recusa expor, e instituições museológicas". Embora reconhecida e exposta pontualmente em espaços de prestígio, "entre 1982 e a actualidade a sua obra foi apresentada em pouco mais que uma dezena de ocasiões, algumas das quais em espaços ditos alternativos ou em formatos menos evidentes, como é o caso do livro".
Morreu a 6 de julho de 2018, em Lisboa, vítima de cancro.

## Algumas exposições posteriores a 1982
- 1982 – Deserto I, Sociedade Nacional de Belas Artes, Lisboa.
- 1984-1987 – Deserto III, Museu Nacional de Arte Antiga, Lisboa.
- 1986 – Célula I, I Exposição Internacional de Escultura Efémera, Fortaleza, Brasil; Célula II, III Exposição de Artes Plásticas da Fundação Calouste Gulbenkian, Lisboa.
- 1988-1991 – Locus Solus II, Projeto, Fundação de Serralves, Porto.
- 1994 – Dokusan II, Galeria Monumental, Lisboa.
- 1999-2006 – Locus Solus III, Museu de Arte Contemporânea (Fundação de Serralves), Porto.
- 2008 – Focus Fatus, Avenida 211, Lisboa.
- 2006-2009 – UM. Lua em Chão de Terra Batida,  Centro de Arte Moderna,  Fundação Calouste Gulbenkian, Lisboa.
- 2010-2011 – MA. Quadrado em Azul Profundo, Exposição Professores, Centro de Arte Moderna, Fundação Calouste Gulbenkian, Lisboa.[7]
- 2011 – MA. Dança dos Pirilampos, Chiado 8 – Arte Contemporânea, Lisboa.[8][6]
- 2018 – Nudez – uma invariante, Pavilhão Branco (Câmara Municipal de Lisboa), curadoria de Óscar Faria.[9]